# Tito Sêxtio
Tito Sêxtio (em latim: Titus Sextius; fl. c. 50–40 a.C.) foi um político da gente Sêxtia conhecido por ter sido o governador da África Nova no período final da República Romana.

## História
Sua origem é obscura e é possível que ele tenha sido natural de Óstia. Alguns de seus descendentes chegaram ao status consular e assumiram o cognome "Africano" como referência ao seu serviço na África.
Sêxtio foi um general sob o comando de Júlio César durante as Guerras Gálicas (53–50 a.C.) e é possível que ele tenha servido também durante a guerra civil de 49–45 a.C.. Em 44 a.C., Sêxtio substituiu Salústio como governador da nova província da África Nova, criada no território do derrotado Reino da Numídia. Durante a Guerra de Mutina, que se seguiu ao assassinato de Júlio César, Sêxtio apoiou Marco Antônio e, por isso, recebeu ordens do Senado para enviar duas de suas legiões para a Itália e outra para Quinto Cornifício, governador da África Velha. Em novembro de 43 a.C., depois da instauração do Segundo Triunvirato, do qual Marco Antônio era membro, Sêxtio recebeu a ordem de depor Cornifício. Ele invadiu a África Velha e derrotou-o numa batalha perto de Útica no ano seguinte.
Depois disto, Sêxtio governou as duas províncias até 41 a.C., quando, a pedido de Lúcio Antônio, ele as entregou a Caio Fufício Fango. Quando a Guerra de Perúsia estourou no final do mesmo ano, Sêxtio novamente se aliou a Marco Antônio e conseguiu recuperar as duas províncias. No final da guerra, ele entregou ambas ao triúnviro Marco Emílio Lépido.